# Carlton Palmer
Carlton Lloyd Palmer (Rowley Regis, 5 dicembre 1965) è un allenatore di calcio ed ex calciatore inglese.

## Carriera

### Club
È stato un centrocampista che ha giocato in numerose squadre inglesi, fra cui le più importanti il West Bromwich Albion, lo Sheffield Wednesday, il Leeds United, il Southampton ed il Nottingham Forest.
Dal 2001 ha iniziato a lavorare come calciatore-allenatore, attività che ha svolto allo Stockport County ed al Mansfield Town.

### Nazionale
Dopo alcune presenze nelle nazionali minori, ha giocato nella nazionale maggiore inglese nel biennio 1992-1993. 
Ha fatto parte della spedizione agli Europei del 1992 e complessivamente ha giocato 18 partite segnando una rete.

## Palmarès

### Giocatore

#### Competizioni nazionali
- Coppa di Lega inglese: 1

Sheffield Wednesday: 1990-1991